# Berlinale 1972
La Berlinale 1972 était la 22e édition du festival du film de Berlin, qui s'est déroulée du 23 juin 1972 au 4 juillet 1972.

## Jury
- Eleanor Perry (Présidente du jury)
- Fritz Drobilitsch-Walden
- Francis Cosne
- Rita Tushingham
- Tinto Brass
- Yukichi Shinada
- Julio Coll
- Hans Hellmut Kirst
- Herbert Oberscherningkat

## Palmarès
- Ours d'or : Les Contes de Canterbury de Pier Paolo Pasolini
- Ours d'argent (Grand prix du jury) :  L'Hôpital d'Arthur Hiller
- Ours d'argent du meilleur réalisateur : Jean-Pierre Blanc pour La Vieille Fille
- Ours d'argent de la meilleure actrice : Elizabeth Taylor pour Hammersmith Is Out de Peter Ustinov
- Ours d'argent du meilleur acteur : Alberto Sordi pour Détenu en attente de jugement de Nanni Loy
- « Mention spéciale » pour le meilleur documentaire : Weekend of a Champion de Roman Polanski[1].